# Freak Orlando
Pour plus de détails, voir Fiche technique et Distribution.
Freak Orlando  est un film allemand de comédie réalisé par Ulrike Ottinger, sorti en 1981.

## Synopsis
Orlando, tour à tour homme et femme, évolue dans cinq fragments appartenant à des époques différentes : la mythologie, le Moyen Âge ou encore la période de l'Inquisition espagnole.

## Fiche technique
- Titre : Freak Orlando
- Réalisation : Ulrike Ottinger
- Scénario : Ulrike Ottinger, d'aprèsOrlando de Virginia Woolf
- Photographie : Ulrike Ottinger
- Musique : Wilhelm Dieter Siebert
- Montage : Dörte Völz-Mammarella
- Costumes : Jorge Jara
- Production : Renée Gundelach et Sibylle Hubatschek-Rahn
- Pays d’origine :  Allemagne de l'Ouest
- Langue : allemand
- Durée : 126 min
- Date de sortie :
  - Allemagne de l'Ouest : 6 novembre 1981

## Distribution
- Magdalena Montezuma : Orlando
- Delphine Seyrig : Helena Müller
- Albert Heins : Herbert Zeus
- Claudio Pantoja : premier danseur
- Hiro Uchiyama : second danseur
- Galli Müller : la chroniqueuse
- Eddie Constantine : pilier sacré
- Else Nabu : sainte Wilgeforte
- Stefan Menche : le garçon cuir
- Therese Zemp : la femme sans abdomen et la tête gauche

## Accueil critique
Pour Frieda Grafe dans le Süddeutsche Zeitung des 7-8 novembre 1981, « Selon la conception du cinema d'Ulrike Ottinger, il est capital que le cinéma puisse nimber de l'aura du réel tous les fantasmes, tous les désirs, rêves et peurs. Le cinéma peut prouver, au figuré, que le mythe est une femme-tronc ».
Pour Le Mag du ciné, « Objet de cinéma expérimental évoquant à la fois Virginia Woolf, Tod Browning et Fritz Lang, doublé d’un manifeste queer sur le genre, la difformité du corps, l’interchangeabilité des sexes et leurs représentations dans l’art, Freak Orlando est une monstrueuse parade, une orgie kitsch surréaliste et grotesque menée par deux créatures hors du temps interprétées par Magdalena Montezuma et Delphine Seyrig. Une œuvre excentrique, transgressive, inclassable, dont l’extravagance visuelle déroute le spectateur autant qu’elle ne l’enchante ».
Pour le site Film de culte, « Freak Orlando est totalement débridé, dès son apparition de Delphine Seyrig coiffée comme la Fiancée de Frankenstein. On y croise des cochons décorés d'ex-voto, des poules à tête de bébé ou des nains dalmatiens, une kyrielle de Lady Gaga en costume d'Intervilles et des Cocogirls, ou un Jésus à robe de Barbie Cristal qui est en fait une cantatrice barbue. Ce n'est pas la seule inversion sexuelle d'un film qui en regorge: les femmes portent barbes et pénis, les hommes se trifouillent la barbichette dans des robes du soir ».
Selon le Museum of the Moving Image, « En s'inspirant librement du roman de Virginia Woolf qui distord le temps et le genre, son Freak Orlando est une œuvre de folie comique exubérante, un défilé d'excès d'opéra punk, qui ressemble à un mélange de Jodorowsky, Buñuel et des Monty Python […] ».